# Autodesk Simulation
Autodesk Simulation Multiphysics є програмним забезпеченням, призначеним для аналізу методу скінченних елементів, спочатку розроблений ALGor Incorporated і придбана компанією Autodesk в січні 2009 р. Дане програмне забезпечення призначене для використання з операційними системами Microsoft Windows і Linux. Воно поширюється в ряді різних базових пакетів для задоволення конкретних програм, таких як механічне моделювання подій і обчислювальної гідродинаміки. 
Під назвою ALGOR програмне забезпечення використовується багатьма вченими і інженерами по всьому світу. Воно знайшло застосування в аерокосмічній промисловості отримало багато позитивних відгуків.

## Використання
Типові області застосування включають вигин, механічний контакт, термальні процеси(провідність, конвекцію, випромінювання), динаміка рідини.

## Матеріали та елементи бази даних
Бібліотека Autodesk Simulation в матеріальних моделей включає метали і сплави, пластмаси, скла, піни, тканини, еластомери, бетон (з арматурою), ґрунту і призначені для користувача матеріали.
Бібліотека  Autodesk Simulation залежить від геометрії і типу виконуваного аналізу. Вона включає в себе 8 і 4 твердих компонент, 8 і 4 компонент оболонки, а також балкові елементи і стрижні.